# Asianopis guineensis
Espèce
Synonymes
- Deinopis guineensis Berland & Millot, 1940

Asianopis guineensis est une espèce d'araignées aranéomorphes de la famille des Deinopidae.

## Distribution
Cette espèce est endémique de Guinée. Elle se rencontre vers Kindia.

## Description
Le mâle holotype mesure 27 mm.

## Systématique et taxinomie
Cette espèce a été décrite sous le protonyme Deinopis guineensis par Berland et Millot en 1940. Elle est placée dans le genre Asianopis par Chamberland, Agnarsson, Quayle, Ruddy, Starrett et Bond en 2022.

## Étymologie
Son nom d'espèce, composé de guine[e] et du suffixe latin -ensis, « qui vit dans, qui habite », lui a été donné en référence au lieu de sa découverte, la Guinée.

## Publication originale
- Berland & Millot, 1940 : « Les araignées de l'Afrique occidental français. II, Cribellata. » Annales de la Société Entomologique de France, vol. 108, p. 149-160.